# Ryszard Majewski
Ryszard Majewski (ur. 8 stycznia 1931 w Radomiu, zm. 26 marca 2007 we Wrocławiu) – pułkownik Wojska Polskiego i profesor historii, autor książek historycznych o II wojnie światowej.
Urodził się w Radomiu, gdzie mieszkał do roku 1950, w tymże roku po zdaniu matury rozpoczął naukę w szkole oficerskiej w Łodzi, którą ukończył w roku 1952. W roku 1959 ukończył zaoczne studia historyczne na Uniwersytecie Łódzkim. Od 1957 stale zamieszkiwał we Wrocławiu, gdzie kontynuował swoją pracę zarówno jako historyka jak i oficera, był m.in. kierownikiem Katedry Nauk Humanistycznych Wyższej Szkoły Oficerskiej Wojsk Zmechanizowanych. Doktorat z historii uzyskał w roku 1969 na Uniwersytecie Wrocławskim, broniąc pracę pt. Cecora 1620. Habilitację uzyskał w roku 1981, podstawę kolokwium stanowiła praca pt. Dolny Śląsk -1945. W roku 1993 otrzymał tytuł profesora zwyczajnego, rok później odszedł z wojska na emeryturę.
Jest autorem dwunastu publikacji historycznych dotyczących II wojnie światowej, ze szczególnym uwzględnieniem działań wojennych we Wrocławiu i na Dolnym Śląsku w roku 1945 oraz dwóch przekładów z języka czeskiego. Do jego najważniejszych książek zalicza się monografię oblężenia Wrocławia pt. Wrocław – godzina zero wydaną po raz pierwszy w roku 1985 i wznawianą kilkakrotnie.
Jest pochowany na Cmentarzu Osobowickim.